# Дороти Гибсон
Дороти Гибсон (енгл. Dorothy Gibson; Хобокен, 17. мај 1889 — Париз, 17. фебруар 1946) била је америчка глумица, певачица и модел, позната по томе што је преживела бродолом Титаника.
Рођена као Дороти Винфрид Гибсон, 17. маја 1889. године у Хобокену, а умрла 17. фебруара 1946. године у Паризу. Трауме везане уз Титаник и скандал везан за љубавну везу с ожењеним продуцентом, је довео до пропасти њене каријере. За време Другог светског рата, је у Милану била ухапшена, због контакта са антифашистичким покретом отпора.